# حوزه انتخابیه پنجم آلاباما
حوزه انتخابیه پنجم آلاباما یک حوزه انتخابیه مجلس نمایندگان آمریکا است که در ایالت آلاباما قرار دارد.